# Alaigne
 Alaigne  (en occitano Alanha) es una comuna y población de Francia, en la región de Languedoc-Rosellón, departamento de Aude, en el distrito de Limoux. Es el chef-lieu del cantón homónimo, aunque Belvèze-du-Razès y Lauraguel tienen mayor población. Está integrada en la Communauté de communes les Coteaux du Razès .

## Demografía
| 406 | 385 | 366 | 330 | 290 | 300 |
| Para los censos de 1962 a 1999 la población legal corresponde a la población sin duplicidades (Fuente: INSEE [Consultar]) |     |     |     |     |     |